# Francis Moreau
Francis Georges Henri Moreau (San Quintino, 21 luglio 1965) è un ex pistard e ciclista su strada francese, campione olimpico dell'inseguimento a squadre ad Atlanta nel 1996.
Professionista dal 1989 al 2000, partecipò a due edizioni dei Giochi olimpici (1996 e 2000) e a sette Tour de France, e vinse una Parigi-Bruxelles.

## Piazzamenti

### Competizioni mondiali
- Campionati del mondo su pista

Maebashi 1990 - Inseguimento individuale: 2º
Stoccarda 1991 - Inseguimento individuale: vincitore
Stoccarda 1991 - Corsa a punti: 2º
Palermo 1994 - Inseguimento individuale: 2º
Manchester 1996 - Inseguimento individuale: 3º
Manchester 1996 - Inseguimento a squadre: 2º
Bordeaux 1998 - Inseguimento individuale: 2º
Berlino 1999 - Inseguimento a squadre: 2º
- Giochi olimpici

Atlanta 1996 - Inseguimento a squadre: vincitore
Atlanta 1996 - Corsa a punti: 5º
Sydney 2000 - Inseguimento a squadre: 4º